# Todd Bosley
Pour l’article homonyme, voir Tom Bosley.
Todd Bosley est un acteur américain né le 29 juillet 1984 à Kansas City (États-Unis).

## Filmographie

### Films
- 1994 : Les Petits Géants (Little Giants), de Duwayne Dunham : Jake Berman
- 1996 : Jack, de Francis Ford Coppola : Eddie
- 1999 : Un Espion dans ma Cour (en) (Treehouse Hostage), de Sean McNamara : Stevie
- 2001 : Lloyd, de Hector Baron : Lloyd
- 2006 : Art School Confidential, de Terry Zwigoff : Art Dork #1

### Télévision
- 1996 : Seinfeld : Joey (2 épisodes)
- 2002 : Fastlane : Adolescent (1 épisode)
- 2003 : Phénomène Raven (That's So Raven) : Nerd (1 épisode)
- 2004 : Les Quintuplés (Quintuplets) : Eric (2 épisodes)
- 2004 : Les Sauvages (Complete Savages) : Garçon no 1 (1 épisode)
- 2005 à 2006 : Newport Beach (The O.C.) : Leon
- 2006 : Une famille presque parfaite (Still Standing) : Neil (1 épisode)
- 2006 : Veronica Mars : Meta (1 épisode)
- 2008 : October Road : Allen Kornduffer (1 épisode)
- 2008 : Bones : Duane (1 épisode)
- 2009 : Scrubs: Interns : Howie Gelder
- 2009 : Scrubs : Howie Gelber
- 2010 : Bonne chance Charlie (Good Luck, Charlie!) : Aziz (1 épisode)
- 2010 : Weeds : Billy (1 épisode)
- 2010 : Dr House (House) : Le brancardier (1 épisode)
- 2024 : NCIS : Enquêtes spéciales : Technicien du FBI (saison 22, épisode 4)